# Odisha FC
Odisha FC is een Indiase voetbalclub uit Bhubaneswar die in 2014 is opgericht als Delhi Dynamos FC. De club komt sinds 2014 uit in de Indian Super League. De thuiswedstrijden worden in het Kalingastadion gespeeld, dat plaats biedt aan 15.000 toeschouwers. Tot medio 2019 speelde de club in het Jawaharlal Nehru Stadion in Delhi, dat plaats biedt aan zo'n 60.000 toeschouwers.

## Geschiedenis
De club speelt vanaf oktober 2014 in de nieuw opgerichte Indian Super League. Delhi Dynamos FC had oranje en zwart als clubkleuren. De 'marquee speler' van Delhi Dynamos FC is Alessandro Del Piero. Harm van Veldhoven was vanaf de zomer van 2014 tot het einde van het jaar trainer van de club. Mark Luijpers was toen herstel- en conditietrainer. Ook Hans Mulder speelde hier. De club werkte tot 2015 samen met de Nederlandse voetbalclub Feyenoord.
In 2019 werd de club overgenomen. De club verhuisde naar Bhubaneswar en werd en omgedoopt in Odisha FC.

## Overzichtslijsten

### Lijst van (oud-)spelers
Hieronder volgt een overzicht met prominente (oud-)spelers die in competitieverband voor de club zijn uitgekomen.
- Alessandro Del Piero
- Wim Raymaekers
- Kristof Van Hout
- Mads Junker
- Morten Skoubo
- Roberto Carlos
- Guyon Fernandez
- Gianni Zuiverloon
- Serginho Greene
- Jeroen Lumu
- John Arne Riise
- Diawandou Diagne

ATK Mohun Bagan ·
Bengaluru ·
Chennaiyin ·
East Bengal ·
Goa ·
Hyderabad ·
Jamshedpur ·
Kerala Blasters ·
Mumbai City ·
NorthEast United ·
Odisha